# 파올로 게레로
호세 파올로 게레로 곤잘레스(José Paolo Guerrero Gonzales, 1984년 1월 1일, 페루 리마 ~ )는 페루의 축구 선수로, 포지션은 스트라이커이다. 현재 페루 프리메라 디비시온의 CD 우니베르시다드 세사르 바예호 소속이다.

## 수상

#### 클럽
- 분데스리가 : 2004-05, 2005-06
- DFB 포칼 : 2004-05, 2005-06
- UEFA 인터토토컵 : 2007
- 캄페오나투 파울리스타 : 2013
- 레코파 수다메리카나 : 2013
- FIFA 클럽 월드컵 : 2012
- 캄페오나투 카리오카 : 2017

#### 국가대표
- 코파 아메리카 : 준우승 (2019), 3위 (2011, 2015)

#### 개인
- 코파 아메리카 득점왕 : 2011, 2015, 2019
- 코파 아메리카 대회 베스트 : 2011, 2015, 2019
- FIFA 클럽 월드컵 브론즈볼 : 2012
- FIFA 클럽 월드컵 최우수 공격수 : 2012
- 캄페오나투 파울리스타 최우수 공격수 : 2013
- 캄페오나투 파울리스타 올해의 팀 : 2013
- 코파 두 브라질 최우수 선수 : 2019
- 코파 두 브라질 득점왕 : 2019
- 캄페오나투 브라질레이루 세리 A 올해의 팀 : 2014
- 캄페오나투 카리오카 올해의 팀 : 2017

## 같이 보기
- A매치 100경기 이상 출전한 축구 선수 명단